# You Are Everything
«You Are Everything» (с англ. — «Ты — всё») — песня, написанная Томом Беллом и Линдой Крид в 1971 году. Первыми исполнителями стали The Stylistics.

## Версия Дайаны Росс и Марвина Гэя
В 1973 году Дайана Росс и Марвин Гэй записали свою версию песни для альбома Diana & Marvin. Спродюсировал запись Хэл Дэвис. Песня была выпущена в качестве сингла в Европе в 1974 году. В Великобритании песня стала большим хитом, достигнув 5 места. Там же она получила серебряную сертификацию.

### Чарты
| Чарт (1974)                       | Пиковая позиция |
| --------------------------------- | --------------- |
| Ирландия (IRMA)                   | 20              |
| Нидерланды (Single Top 100)       | 13              |
| Нидерланды (Dutch Top 40)         | 14              |
| Великобритания (UK Singles Chart) | 5               |

### Сертификации и продажи
| Регион | Сертификация | Продажи |
| --- | ------------ | ------- |
| Великобритания (BPI) | Серебряный   | 200 000 |
| * Данные о продажах приведены только на основе сертификации. ^ Данные о тиражах приведены только на основе сертификации. |              |         |